# Madeleine Baranger
Pour les articles homonymes, voir Baranger.
Madeleine Baranger, née Coldefy, le 23 janvier 1920 à Aubin et morte le 19 juin 2017 à Buenos Aires, est une psychanalyste française.

## Biographie
Diplômée en lettres classiques de l'université de Toulouse (1941), elle épouse en 1943 Willy Baranger. Ils s'installent en Argentine en 1946. Elle se forme comme psychanalyste. Elle se spécialise dans l'analyse des enfants et est très influencée par les théories de Melanie Klein. Elle est membre titulaire de l'Association psychanalytique argentine et de l'Association psychanalytique internationale (API) à partir de 1959. Willy Baranger et elle s'installent en 1954 à Montevideo, où ils créent, en 1955, l'Association psychanalytique uruguayenne, puis une revue, la Revista Uruguaya de Psicoanálisis et un institut de psychanalyse, qu'elle dirige de 1955 à 1964 et où elle donne des séminaires et fait des supervisions et des analyses didactiques. Elle retourne à Buenos Aires en 1966. Elle est l'auteure de plusieurs contributions et d'articles et livres.

## Publications

### Livres et articles
- «La situación analítica como campo dinámico», avec W. Baranger, Revista Uruguaya de Psicoanálisis, t. 4, no 1, 1961-1962.
- (en) Insight in the analytic situation, avec W. Baranger, in Robert E. Litman, Psychoanalysis in the Americas : original contributions from the first pan-american congress for psychoanalysis, p. 56-85, 1966.
- « Process and non-process in analytic work », avec W. Baranger et Jorge M. Mom, International Journal of Psycho-Analysis, vol. 64, no 1, 1983, p. 1-16 (trad. « Processus et non-processus dans le travail analytique », Revue française de psychanalyse, vol. 60, no 4, 1996 p. 1223-1242, lire en ligne sur Gallica .
- « La situation analytique comme champ dynamique », avec W. Baranger, Revue française de psychanalyse, vol. 49, no 6, 1985,  p. 1543-1571, lire en ligne sur Gallica  (trad. angl. « The analytic situation as a dynamic field », International Journal of Psycho-Analysis, vol. 89, no 4, 2008.
- « The infantile psychic trauma from us to Freud : pure trauma, retroactivity and reconstruction », avec W. Baranger & Jorge M. Mom, International Journal of Psycho-Analysis, vol. 69, no 2, 1988, p. 113-128.
- « The mind of the analyst : from listening to interpretation » (38e congrès de l'API, Amsterdam 1993), International Journal of Psycho-Analysis vol. 74, no 1, 1993, p. 15-24 (trad. fr. « Le travail mental de l'analyste : de l'écoute à l'interprétation », Revue française de psychanalyse, vol. 57, no 1, 1993, p. 225-238 lire en ligne sur Gallica .
- The work of confluence : listening and interpreting in the psychoanalytic field, avec W. Baranger, éd. scientifique de Leticia Glocer Fiorini, Londres, API/Karnac Books, 2009,  (ISBN 9781855757615)
- « Baranger, Willy », p. 181-182, in Alain de Mijolla (dir.), Dictionnaire international de la psychanalyse 1. A/L. Calmann-Lévy, 2002,  (ISBN 2-7021-2530-1).
- Problemas del campo Psicoanalítico, avec W. Baranger, Buenos Aires, Kargieman, coll. « Biblioteca de psicoanálisis », 1969.

### Traductions
- Marie Langer, « Le “mythe de l'enfant rôti” », Revue française de psychanalyse, vol. 16, no 4, 1952, p. 509-517, lire en ligne sur Gallica .
- Ángel Garma, La Psychanalyse des rêves, trad. W. et M. Baranger, Paris, Puf, coll. « Bibliothèque de psychanalyse et de psychologie clinique », 1954.

## Distinctions et prix
- 1996 : prix Konex de psychanalyse[5]
- 2008 : Sigourney Award[4]